# Un peu de nous
Un peu de nous è un album principalmente in lingua francese della cantante canadese Céline Dion, pubblicato dalla Columbia Records il 21 luglio 2017 in Francia e in Belgio. Il cofanetto composto da 3 CD include versioni in studio di brani eseguiti da Céline durante il suo tour Celine Dion Live 2017, ed include anche versioni strumentali di brani selezionati. Il titolo Un peu de nous è stato tratto dai testi delle canzoni di Encore un soir. L'album ha superato la classifica degli album più venduti in Francia ed è stato certificato disco d'oro.

## Successo commerciale
Un peu de nous ha debuttato al primo posto in Francia con 13.056 copie vendute nella prima settimana. L'album è rimasto al vertice della classifica anche nella seconda settimana, vendendo altre 12.420 copie. Un peu de nous nella terza settimana è rimasto in prima posizione vendendo 12.000 copie. Nella quarta settimana, l'album è rimasto al primo posto nella classifica delle vendite, vendendo 7.697 unità, mentre è sceso al secondo posto nella classifica vendite/streaming. La settimana successiva, Un peu de nous ha venduto 4.587 copie ed è sceso al terzo posto della classifica delle vendite e alla numero dieci della classifica vendite/streaming. Un mese dopo la pubblicazione, Un peu de nous ha venduto 50.000 copie in Francia e ha ottenuto la certificazione di disco d'oro il 25 agosto 2017. Nella sesta settimana, l'album è sceso in ottava posizione nella classifica delle vendite e alla numero diciassette nella classifica vendite/streaming, vendendo altre 3.511 copie. Nella settimana successiva, Un peu de nous è sceso alla posizione numero nove della classifica vendite e alla numero ventuno della classifica vendite / streaming, vendendo 3.084 unità e portando le vendite totali a 56.555 copie. Nel 2017, l'album ha venduto 80.082 copie in Francia. Ha raggiunto anche il numero sei in Belgio Vallonia.

## Tracce

### Un peu de nous

#### CD 1
1. Dans un autre monde – 4:38 (Jean-Jacques Goldman)
2. Terre – 4:17 (Erick Benzi)
3. L'étoile – 3:14 (Grand Corps Malade, Manon Romiti, Silvio Lisbonne Florent Mothe)
4. Ordinaire – 4:44 (Claudine Monfette, Robert Charlebois, Pierre Nadeau)
5. On ne change pas – 4:08 (Goldman)
6. Je sais pas – 4:34 (Goldman, J. Kapler)
7. Immensité – 3:34 (Nina Bouraoui, Jacques Veneruso)
8. Et je t'aime encore – 3:26 (Goldman, Kapler)
9. Zora sourit – 3:51 (Goldman, Kapler)
10. Si c'était à refaire – 3:52 (Alice Guiol, Veneruso)
11. À vous – 3:46 (Zaho, Ludovic Carquet, Therry Marie-Louise)
12. Le ballet – 4:26 (Goldman)
13. Loved Me Back to Life – 3:50 (Sia Furler, Hasham Hussain, Denarius Motes)
14. Because You Loved Me – 4:33 (Diane Warren)

#### CD 2
1. S'il suffisait d'aimer – 3:35 (Goldman)
2. Un garçon pas comme les autres (Ziggy) – 2:57 (Luc Plamondon, Michel Berger)
3. Tous les blues sont écrits pour toi – 4:48 (Goldman)
4. Refuse to Dance – 4:21 (Charlie Dore, Danny Schogger)
5. Love Is All We Need – 3:49 (Max Martin, Rami Yacoub)
6. Treat Her Like a Lady – 4:05 (Diana King, Andy Marvel, Billy Mann, Céline Dion)
7. Misled – 3:30 (Peter Zizzo,Jimmy Bralower)
8. Love Can Move Mountains – 4:53 (Warren)
9. River Deep, Mountain High – 4:10 (Ellie Greenwich, Jeff Barry, Phil Spector)
10. My Heart Will Go On – 4:40 (James HornerWill Jennings)
11. Encore un soir – 4:23 (Goldman)
12. Pour que tu m'aimes encore – 4:15 (Goldman)

#### CD 3
1. L'étoile (Instrumental) – 3:14 (Grand Corps Malade, Romiti, Lisbonne, Mothe)
2. Ordinaire (Instrumental) – 4:44 (Monfette,Charlebois, Nadeau)
3. Je sais pas (Instrumental) – 4:34 (Goldman, Kapler)
4. Immensité (Instrumental) – 3:34 (Bouraoui, Veneruso)
5. Et je t'aime encore (Instrumental) – 3:26 (Goldman, Kapler)
6. Si c'était à refaire (Instrumental) – 3:52 (Guiol, Veneruso)
7. À vous (Instrumental) – 3:46 (Zaho, Carquet, Marie-Louise)
8. S'il suffisait d'aimer (Instrumental) – 3:35 (Goldman)
9. My Heart Will Go On (Instrumental) – 4:40 (Horner, Jennings)
10. Encore un soir (Instrumental) – 4:23 (Goldman)
11. Pour que tu m'aimes encore (Instrumental) – 4:15 (Goldman)
12. Parler à mon père (Instrumental) – 2:55 (Veneruso)
13. Les yeux au ciel (Instrumental) – 2:57 (Grand Corps Malade,Romiti,Lisbonne,Mothe)
14. J'irai où tu iras (Instrumental) – 3:27 (Goldman)
15. Qui peut vivre sans amour? (Instrumental) – 3:29 (Elodie Hesme, David Gategno)